# Aleksy Sobaszek
Aleksy Sobaszek, a volte italianizzato in Alessio Sobaszek (Przygodzice, 17 luglio 1895 – Dachau, 1º agosto 1942), è stato un religioso polacco, beatificato nel 1999 da Giovanni Paolo II.

## Biografia
Ordinato sacerdote nel 1919, Aleksy Sobaszek fu vicario a Wągrowiec, Słupy e Trzemeszno e poi parroco a Gniezno, dove fu anche prefetto del seminario per nove anni. Successivamente fu parroco a Siedlemin. Dopo l'invasione tedesca della Polonia, Sobaszek fu arrestato il 6 ottobre 1941 e fu deportato nel campo di concentramento di Dachau, dove subì il martirio l'anno successivo.

## Culto
Fu beatificato da papa Giovanni Paolo II il 13 giugno 1999 insieme ad altri 107 martiri polacchi.
La sua ricorrenza si celebra il 1º agosto, anniversario del suo martirio.